# الرصيف (لاس بلماس)
الرَّصيف أو (نقحرة: أريثيفي) (بالإسبانية: Arrecife) هي مدينة تقع في مقاطعة لاس بالماس التابعة لمنطقة جزر الكناري جنوب غرب إسبانيا، تقع في جزيرة لانثاروتي.

## الديموغرافيا
بلغ عدد سكان مدينة الرَّصيف 64.826 نسمة عام 2023 (وفقاً للمعهد الوطني للإحصاء الإسباني).
| 38.091 | 42.231 | 48.253 | 53.920 | 56.834 | 59.127 | 57.357 | 64.826 |

## توأمة
لالرَّصيف (لاس بالماس) اتفاقيات توأمة مع:
- ريسيفي

## أعلام
- مانويل ميدينا
- أنتونيو بيتانكورت
- روبرتو مولينا كاراسكو
- جوناثان توريس
- بلاس كابريرا فيليبي